# Ennomos nigrescens
Ennomos nigrescens är en fjärilsart som beskrevs av Barend J. Lempke 1970. Ennomos nigrescens ingår i släktet Ennomos och familjen mätare. Inga underarter finns listade i Catalogue of Life.